# حمصاوية
حمصاوية (الاسم العلمي: Cicereae) هي قبيلة نباتية تتبع فصيلة البقولية من رتبة الفوليات.

## أجناس
- حمص